# SM Tb 95 F
SM Tb 95 F – austro-węgierski torpedowiec z okresu I wojny światowej typu Tb 82 F. Od 1920 roku służył w Grecji jako Pergamos. Został zatopiony 25 kwietnia 1941 roku.

## Historia służby
SM Tb (Torpedowiec Jego Cesarskiej Mości) 95 F wszedł do służby w c.k. marynarce Austro-Węgier 19 września 1916 roku, jako czternasty okręt typu Tb 82 F. 21 maja 1917 roku nazwę skrócono do SM Tb 95. Służył bojowo podczas I wojny światowej.
Tb 95 przetrwał wojnę, po czym w 1920 roku został sprzedany do Grecji (wraz z bliźniaczymi Tb 92F i 94F oraz 98 M, 99 M i 100 M zbliżonego typu). Po wcieleniu do marynarki greckiej otrzymał nazwę „Pergamos” (Πέργαμος, od miasta Pergamon).
Po ataku Niemiec na Grecję „Pergamos” został uszkodzony przez niemieckie lotnictwo, po czym samozatopiony przez załogę 25 kwietnia 1941 roku, podczas remontu w stoczni Marynarki w Salaminie, w celu uchronienia przed zdobyciem przez Niemców.

## Opis
Tb 95 F wyposażony był w dwa kotły parowe typu Yarrow, współpracujące z dwoma turbinami parowymi AEG-Curtiss. Okręt uzbrojony był początkowo w dwie armaty kalibru 66 mm L/30, pojedynczy karabin maszynowy Schwarzlose oraz dwie podwójne wyrzutnie torped kalibru 450 mm. Od 1917 roku rufową armatę 66 mm mocowano na okrętach tego typu na podstawie umożliwiającej prowadzenie ognia do celów powietrznych.
Na okrętach w greckiej służbie zamieniono uzbrojenie na jedną armatę 66 mm, jedno działko przeciwlotnicze 37 mm na rufie oraz dwie pojedyncze wyrzutnie torped 533 mm.